# Inactivation du neuromédiateur
 (août 2025).
Si vous disposez d'ouvrages ou d'articles de référence ou si vous connaissez des sites web de qualité traitant du thème abordé ici, merci de compléter l'article en donnant les références utiles à sa vérifiabilité et en les liant à la section « Notes et références ».
 (août 2025).
Le neuromédiateur est soit recapturé par des autorécepteurs de la membrane présynaptique où il est ensuite restocké dans des vésicules synaptiques, soit dégradé par des enzymes spécifiques comme l'acétylcholinestérase.
Les cellules gliales autour de la fente synaptique peuvent également recapturer le neurotransmetteur et le dégrader grâce aux monoamine oxydases (MAO) produite par les mitochondries ou grâce à des enzymes spécifiques comme la COMT qui dégrade la dopamine.